# Sessa Cilento
Sessa Cilento est une commune italienne de 1 257 habitants (2019) de la province de Salerne, dans la région Campanie.

## Administration
| Période                                  | Période | Identité | Étiquette | Qualité |
| ---------------------------------------- | ------- | -------- | --------- | ------- |
|                                          |         |          |           |         |
| Les données manquantes sont à compléter. |         |          |           |         |

### Hameaux
Sessa, San Mango, Santa Lucia, Valle Cilento, Castagneta, Casigliano.

### Communes limitrophes
Lustra, Omignano, Perdifumo, Pollica, San Mauro Cilento, Serramezzana, Stella Cilento.